# Турумса
Турумса (Turumsa) — почти исчезнувший папуасский язык, на котором говорят в деревне Макапа округа Мидл-Флай Западной провинции в Папуа — Новой Гвинее. Он был классифицирован как язык босави, и на 19 % в лексике похож язык дибиясо (тоже группа босави). Он имеет большое лексическое сходство (61 %) с языком досо, но это не может быть связано с генеалогическими отношениями. На турумса говорят пожилые люди. Кроме родного, население также использует языки гогодала, дибиясо, досо, камула и хири-моту.